# Le Petit Méridional
Le Petit Méridional était un journal régional du sud de la France.

## Historique
En 1876 à Montpellier, Antoine Sereno (gérant) et Étienne Camoin (imprimeur), âgés respectivement de 22 et 27 ans, impriment le premier numéro du Petit Méridional.

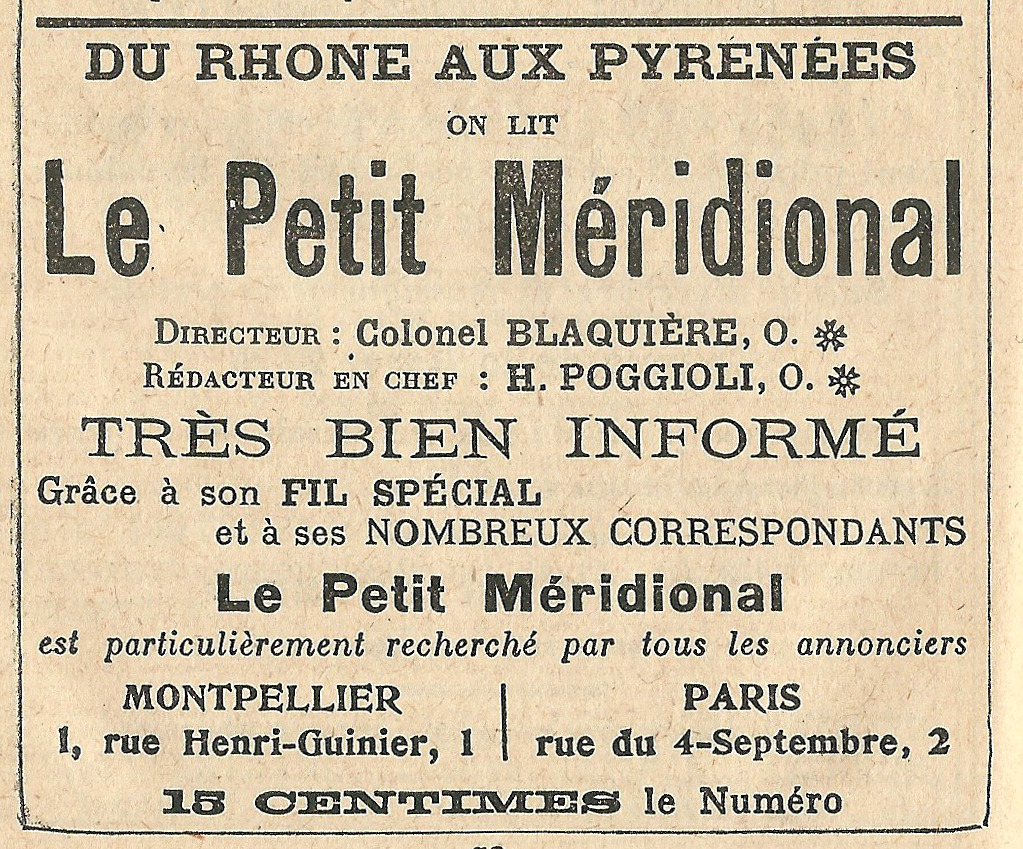
éclame du Petit Méridional en 1921

Au cours de la première moitié du XXe siècle et jusqu’à la libération de Montpellier en août 1944, les deux principaux quotidiens héraultais sont Le Petit Méridional et L'Éclair, tous deux proches du Gouvernement de Vichy. Parallèlement, le département de l’Hérault voit paraître sous le manteau les journaux créés par des résistants Combat, Action, Franc-Tireur, Défense de la France, l’Avant-Garde, mais aussi des titres locaux comme La Voix de la Patrie, apparu en 1943.
Au mois d'août 1944, Le Petit Méridional et L'Éclair, saisis par les résistants, sont remplacés pendant quelques jours par un quotidien temporaire L’Information du Languedoc, en attendant que paraisse deux nouveaux quotidiens. C'est un processus analogue, le plus souvent lancé à la demande des Comités de Libération (CDL), à celui mis un peu plus tôt en Corrèze, où le journal Liberté, autre quotidien de transition de la Libération, s'effaça pour laisser la place, le 21 août 1944 au journal Brive-Informations, ou d'autres villes comme Lyon. À Montpellier, les nouveaux quotidiens ne sont que deux : le Midi-Libre et La Voix de la Patrie, qui publie son tout premier numéro le 27 août 1944.

## Postérité
En 1944, un journal Le Méridional sera créé à Marseille.

## Ligne éditoriale

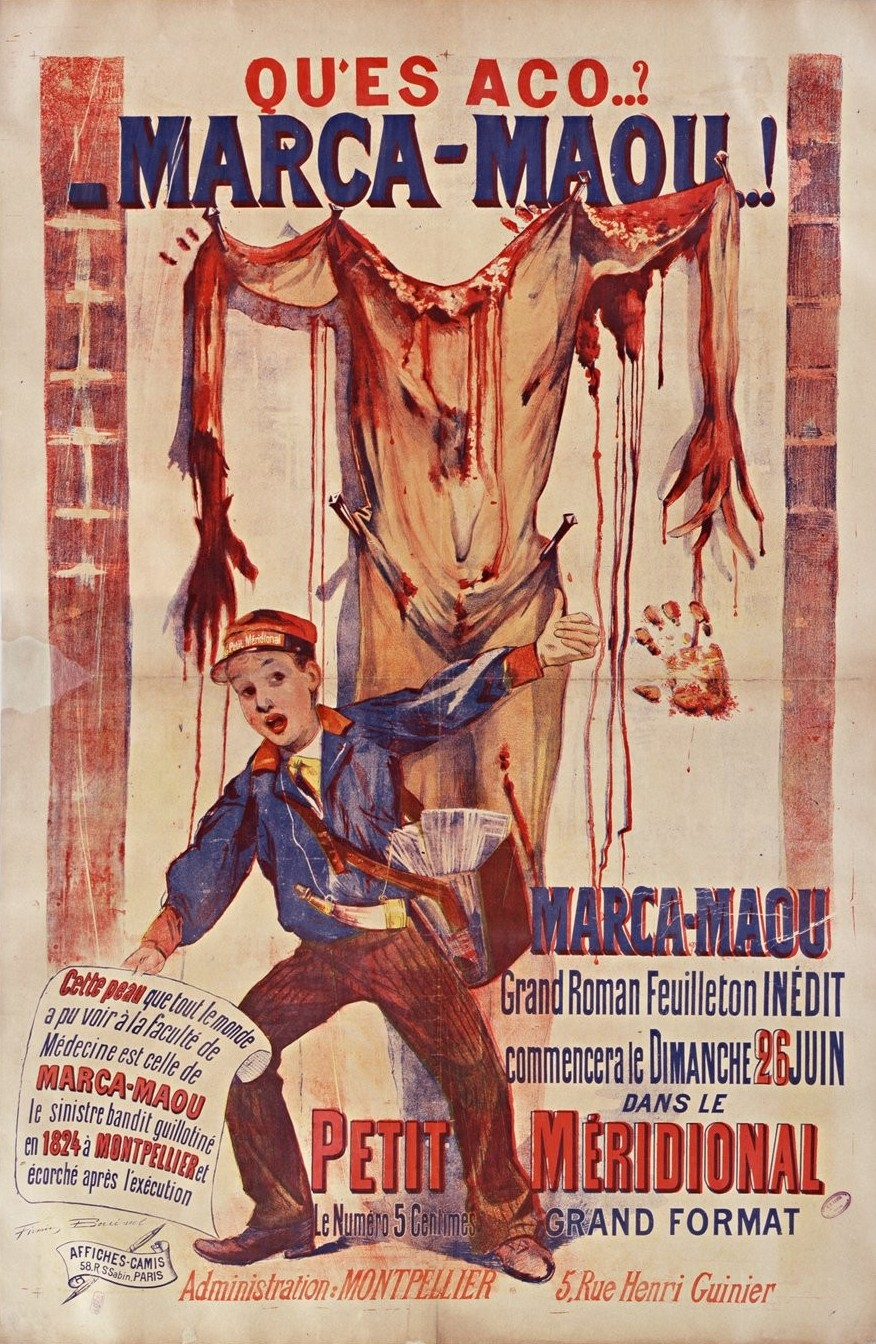
Affiche pour annoncer la parution d'un roman-feuilleton dans le journal "Le Petit Méridional", en 1892, écrit par Julien Rambert, intitulé Marca-Maou.

Le Petit Méridional était politiquement orienté vers le radical-socialisme.

## Fonds d'archives
- Fonds : Le Petit méridional (1876-1944).  Cote : PAR 995. Montpellier : Archives départementales de l'Hérault.